# Millburn
Millburn é uma Região censo-designada localizada no estado americano de Nova Jérsei, no Condado de Essex.

## Demografia
Segundo o censo americano de 2000, a sua população era de 19.765 habitantes.

## Geografia
De acordo com o United States Census Bureau tem uma área de
25,6 km², dos quais 24,3 km² cobertos por terra e 1,3 km² cobertos por água.

## Localidades na vizinhança
O diagrama seguinte representa as localidades num raio de 8 km ao redor de Millburn.